# Cazeaux-de-Larboust
Cazeaux-de-Larboust – miejscowość i gmina we Francji, w regionie Oksytania, w departamencie Górna Garonna.
Według danych na rok 1990 gminę zamieszkiwały 72 osoby, a gęstość zaludnienia wynosiła 4 osób/km² (wśród 3020 gmin regionu Midi-Pyrénées Cazeaux-de-Larboust plasuje się na 991. miejscu pod względem liczby ludności, natomiast pod względem powierzchni na miejscu 632.).